# 美濃岡洋子
美濃岡 洋子（みのおか ようこ、1978年9月29日 - ）は、ウェザーマップ所属の気象予報士。
大阪府茨木市出身。血液型はB型。既婚。

## 来歴
関西大学社会学部卒。趣味はスポーツ観戦、不動産ウォッチ、イタリア料理（作るほう）、大掃除。
宅地建物取引士の資格も持つ。
気象予報士になる前は、オスカープロモーションに所属しモデル活動をしており、TBC（東京ビューティーセンター）のイメージモデルに抜擢されたこともある。
その後セント・フォースを経て、現在のウェザーマップに移籍。

## 人物
- 同い年の放送作家・勝木友香とはモデル時代からの親友で、『ロンブー龍』（日本テレビ）等のバラエティ番組で共演したこともある[2][3]。
- これまでの経歴には岡田みはるとの共通性がある。かつて共にモデルとしてオスカープロモーションに所属し、その後両者共に気象予報士への転身を経て、ウェザーマップで再び同じ事務所所属となった。
- 同じ事務所の元井美貴とユニット「フラ・ニーニャ」に参加したことがある。
- 大のパンダ好きで、公式ブログのみならず番組公式サイトでも、また話題によっては番組出演中でも、各地の動物園へパンダを見に頻繁に通っている事やパンダに対する造詣をコメントする事がある。

## 現在の出演番組
- バゲット(日本テレビ)(月・火曜日、2018年10月-)
- デイリープラネット（日テレNEWS24（CS）、金・土曜日、2013年4月5日 - ）[4][5]
- 臨時でnews zero(日本テレビ)等他番組で解説することもある。

## 過去の出演番組

### ラジオ
- 大沢悠里のゆうゆうワイド　（TBSラジオ、金曜日）
- 久米宏 ラジオなんですけど （TBSラジオ、土曜日）
- 豊田綾乃 プレシャスサンデー （TBSラジオ、日曜日）
- 安住紳一郎の日曜天国　（TBSラジオ、日曜日）
- 森本毅郎・スタンバイ!　（TBSラジオ、金曜日、2013年3月8日 - ）
- 生島ヒロシのおはよう定食&一直線　（TBSラジオ、金曜日 ）
- 大沢悠里のゆうゆうワイド　（TBSラジオ、木・金曜日）
- 赤江珠緒 たまむすび　（TBSラジオ、木曜日 ）

### テレビ
- JNN1200 （TBSニュースバード）
- TOKYOモーニングサプリ（TOKYO MX）
- e-天気.net各番組（CSスカパー!・CATV・Yahoo!動画など、2011年6月30日まで）
  - きょうのパーフェクト天気（火・木曜日）
  - あすのパーフェクト天気（火・木曜日）
  - 午後の天気ゴコロ（木曜日）
  - That's 天気予報（木・金曜日）
- NEWS MARKET 11、速ホゥ!（テレビ東京） - 内藤聡子の休みの時に担当。
- 大グータンヌーボ 恋する女たち勢ぞろい&初ドラマSP!!（フジテレビ系列） - 女優として出演。
- 買物大図鑑（TBS）
- TOKYO MX NEWS（東京メトロポリタンテレビジョン（TOKYO MX）、2009年4月 - 9月29日。月・火曜日 18:00〜18:30）
- TXNニュース（テレビ東京系、土曜・日曜→日曜 17:20〜17:30）
- CRISIS 公安機動捜査隊特捜班(フジテレビ系列) -女性キャスター役